# 5-я армия (Германская империя)
5-я армия (нем. 5. Armee) — германская армия, принимавшая участие в Первой мировой войне.

## Боевой путь
С началом Первой мировой войны 5-я армия действовала в Бельгии, продвигаясь к французской границе. 21 августа подразделения 5-й армии участвовали в боях у Шарлеруа. После пограничного сражения части армии были переброшены в район Вердена. 5-я армия активно участвует в тяжелейших боях за Верден в 1916 году. В ходе битвы при Вердене армия понесла тяжелейшие потери. В 1918 году армия участвовала в боях на Сен-Миельском выступе и Маас-Аргоннской операции. Ближе к концу войны в состав 5 армии была включен IX резервный корпус, который действовал в составе армии до середины августа.

## Командующие
- Вильгельм Прусский (1914—1916)
- Эвальд фон Лохов (1916)
- Макс фон Гальвиц (1916—1918)
- Георг фон дер Марвиц (1918)